# Lourenço Cavalcanti de Albuquerque Maranhão
Lourenço Cavalcanti de Albuquerque Maranhão, primeiro e único barão de Atalaia, (Águas Belas, 1804 — Cantagalo, 13 de fevereiro de 1867), foi um advogado, político e militar brasileiro, tendo sido comendador, coronel da Guarda Nacional e deputado provincial por Alagoas em diversas legislaturas.
Filho de Lourenço Bezerra Cavalcanti de Albuquerque e de Josefa Florentina de Albuquerque Maranhão, casou-se com Ana Luísa Vieira de Sinimbu, irmã do visconde de Sinimbu, com a qual deixou descendência.
Possuía um sobrado no centro de Maceió, onde hospedou D. Pedro II certa vez. Devido a richas com o barão de Jaraguá, teve a vista que o sobrado tinha para o mar prejudicada pela construção de uma alta torre no sobrado daquele, que era vizinho. Posteriormente, foi jurado de morte pelos irmãos Morais, um bando de cangaceiros semelhante ao de Lampião.

## Títulos nobiliárquicos

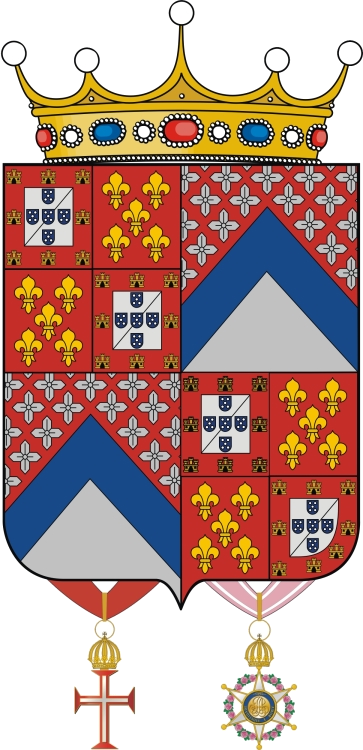
Esquartelado: I e IV - Albuquerque: esquartelado 1 e 4 - Armas do Reino, carregado com filete de negro; 2 e 3 - de vermelho, com cinco flores-de-lis de ouro postas em aspa; II e III - Cavalcante - De vermelho, semeado de quadrifólios de prata; canto do mesmo metal e brocante asna de azul. Coroa de Visconde.

Comendador da Imperial Ordem de Cristo e da Imperial Ordem da Rosa.

## Barão de Atalaia com honras de Grandeza
Título conferido por decreto imperial em 19 de fevereiro de 1858 e grandezas em 14 de março de 1860. Refere-se à cidade alagoana de Atalaia, onde se concentrou a resistência alagoana quando da Revolução Pernambucana de 1817, contra Portugal. Por sua lealdade, D. João VI elevou a comarca pernambucana à condição de província de Alagoas, pela qual o nobre fora deputado diversas vezes.

## Família
Era primo do Barão de Palmeira dos índios, Barão de Amaragi, Barão de Buique, Barão de Caxangá, Barão de Albuquerque e do Visconde de Albuquerque.